# Sockel F
Sockel F ist ein CPU-Sockel von AMD für die Opteron-Prozessorbaureihen sowie für die Desktop-Prozessoren der Quad-FX-Reihe. Der Sockel F hat 1207 Kontakte in Land-Grid-Array-Bauform. Der Sockel F ist der Nachfolger des Sockel 940 im Serverbereich.
Der Sockel F unterstützt als neue Technik neben DDR2-SDRAM auch Prozessoren mit der Virtualisierungstechnik AMD-V. Drei 16-Bit Hypertransport-Links zur Anbindung von weiteren Prozessoren oder für Ein-/Ausgabeoperation(I/O) sind vorhanden.
Der Sockel F ist 2006 als Standardsockel für Server und High-End-Workstations eingeführt worden und sollte zusammen mit dem Sockel AM2 für Mainstream-PCs und S1 für Notebooks längerfristig eine stabile Basis für die jeweiligen PC-Kategorien bilden. Später wurde er dann auch in der kurzlebigen Quad-FX-Plattform im High-End Bereich für Desktop-Prozessoren eingesetzt.
Mitte 2010 wurde der Sockel F abgelöst durch Sockel C32 und Sockel G34.

## Revisionen des Sockel F
Alle Revisionen außer Sockel Fr3 benötigen registered DDR2-SDRAM. Alle Revisionen außer der ersten setzen zwingend eine Dual-plane-Stromversorgung voraus.
- Sockel F
  - Drei HyperTransport 2.x Links mit 1 GHz; Single-Plane Stromversorgung
- Sockel Fr2
  - Drei HyperTransport 2.x Links mit 1 GHz
- Sockel Fr3
  - Drei HyperTransport 2.x Links mit 1 GHz, unbuffered DDR2-SDRAM (Spezialversion für die Quad-FX-Plattform)
- Sockel Fr5
  - CPU: Drei HyperTransport 3.x Links mit 2,2 GHz
  - Motherboard: Ein HyperTransport 3.x Link mit 2,2 GHz für Kommunikation zwischen Prozessoren, zwei HT 2.x Links mit 1 GHz für I/O Operationen
- Sockel Fr6
  - Drei HyperTransport 3.x Links mit 2,4 GHz, Unterstützung für Snoop-Filter (HT-Assist)

| Mainboardtyp    | Sockel F                    | Sockel Fr2                  | Sockel Fr3                  | Sockel Fr5                  | Sockel Fr6                  |
| Einsetzbare CPU |                             |                             |                             |                             |                             |
| --------------- | --------------------------- | --------------------------- | --------------------------- | --------------------------- | --------------------------- |
| CPU-Sockel Fr0  | Grünes Häkchensymbol für ja | Grünes Häkchensymbol für ja | –                           | Grünes Häkchensymbol für ja | –                           |
| CPU-Sockel Fr2  | Grünes Häkchensymbol für ja | Grünes Häkchensymbol für ja | –                           | Grünes Häkchensymbol für ja | –                           |
| CPU-Sockel Fr3  | –                           | –                           | Grünes Häkchensymbol für ja | –                           | –                           |
| CPU-Sockel Fr5  | Grünes Häkchensymbol für ja | Grünes Häkchensymbol für ja | –                           | Grünes Häkchensymbol für ja | Grünes Häkchensymbol für ja |
| CPU-Sockel Fr6  | –                           | Grünes Häkchensymbol für ja | –                           | Grünes Häkchensymbol für ja | Grünes Häkchensymbol für ja |